# Sľažany
Sľažany (in ungherese Szelezsény) è un comune della Slovacchia facente parte del distretto di Zlaté Moravce, nella regione di Nitra.